# アーロン・ワード (DD-483)
| DD483 USSアーロンワード(DD-483)1942年8月17日ソロモン海域で作戦行動中、空母ワスプ(CV-7)に接近したところ | DD483 USSアーロンワード(DD-483)1942年8月17日ソロモン海域で作戦行動中、空母ワスプ(CV-7)に接近したところ                               |
| 艦歴                                                                                                   | 艦歴 |
| --- | --- |
| 造船所                                                                                                 | ニュージャージー州カーニーフェデラル・シップビルディング・アンド・ドライドック社                                                     |
| 起工                                                                                                   | 1941年1月11日 |
| 進水                                                                                                   | 1941年11月22日 |
| 就役                                                                                                   | 1942年3月4日 |
| 退役                                                                                                   | |
| その後                                                                                                 | 1943年4月7日空襲い号作戦で戦没 |
| 除籍                                                                                                   | |
| 性能諸元                                                                                               | |
| 排水量                                                                                                 | 2,060トン |
| 全長                                                                                                   | 106.17m |
| 全幅                                                                                                   | 11.00m |
| 吃水                                                                                                   | 4.11 m |
| 最大速力                                                                                               | 35.0ノット |
| 乗員                                                                                                   | 士官、兵員208名 |
| 兵装                                                                                                   | Mk 12 5インチ砲4門 ボフォース 40mm機関砲4門 12.7mm機銃5基 21インチ魚雷発射管5門 エリコンFF 20 mm 機関砲5基 爆雷投射機6基 爆雷軌条2軌 |

アーロン・ワード (USS Aaron Ward, DD-483) は、アメリカ海軍のグリーブス級駆逐艦。艦名はアーロンワード海軍少将に因み、この名の艦として2隻目となる。
アーロン・ワードは1943年4月7日にソロモン諸島のツラギ島沖の浅瀬でい号作戦によって撃沈された。沈没した船体は1994年9月4日に発見された。

## 造船
アーロン・ワードは1941年1月11日にニュージャージー州カーニーフェデラル・シップビルディング・アンド・ドライドック社で起工し、アーロン・ワード海軍少将の娘であるホリダー・ワードによって1941年11月22日に進水した。そして、1942年3月2日にオリビー・F・グレゴール中佐指揮下で就役した。

## 就役
メイン州カスコ湾沖のテスト航海に続いて、その後の待機のためブルックリン海軍工廠に入港した。アーロンワードは1942年5月20日に太平洋に向かって出航し、パナマ運河経由でサンディエゴへ向かった。
しばらくしてミッドウェー海戦が発展しアメリカ西海岸まで展開される可能性が出てくると、その駆逐艦はウィリアム・パイ海軍中将配下の四隻の戦艦と護衛空母ロングアイランドからなるタスクフォース1の一員となって、太平洋に出撃し、最終的にサンフランシスコから2200km沖、つまりカリフォルニア沖でほとんどハワイ北東まで到達した。それは日本軍に対する進行中の作戦行動を支援するためであった。
6月17日、護衛空母ロングアイランドのタスクフォースからの離脱に伴って、アーロン・ワードは母港サンディエゴに向かった。

### 第二次世界大戦

#### 撃沈・い号作戦

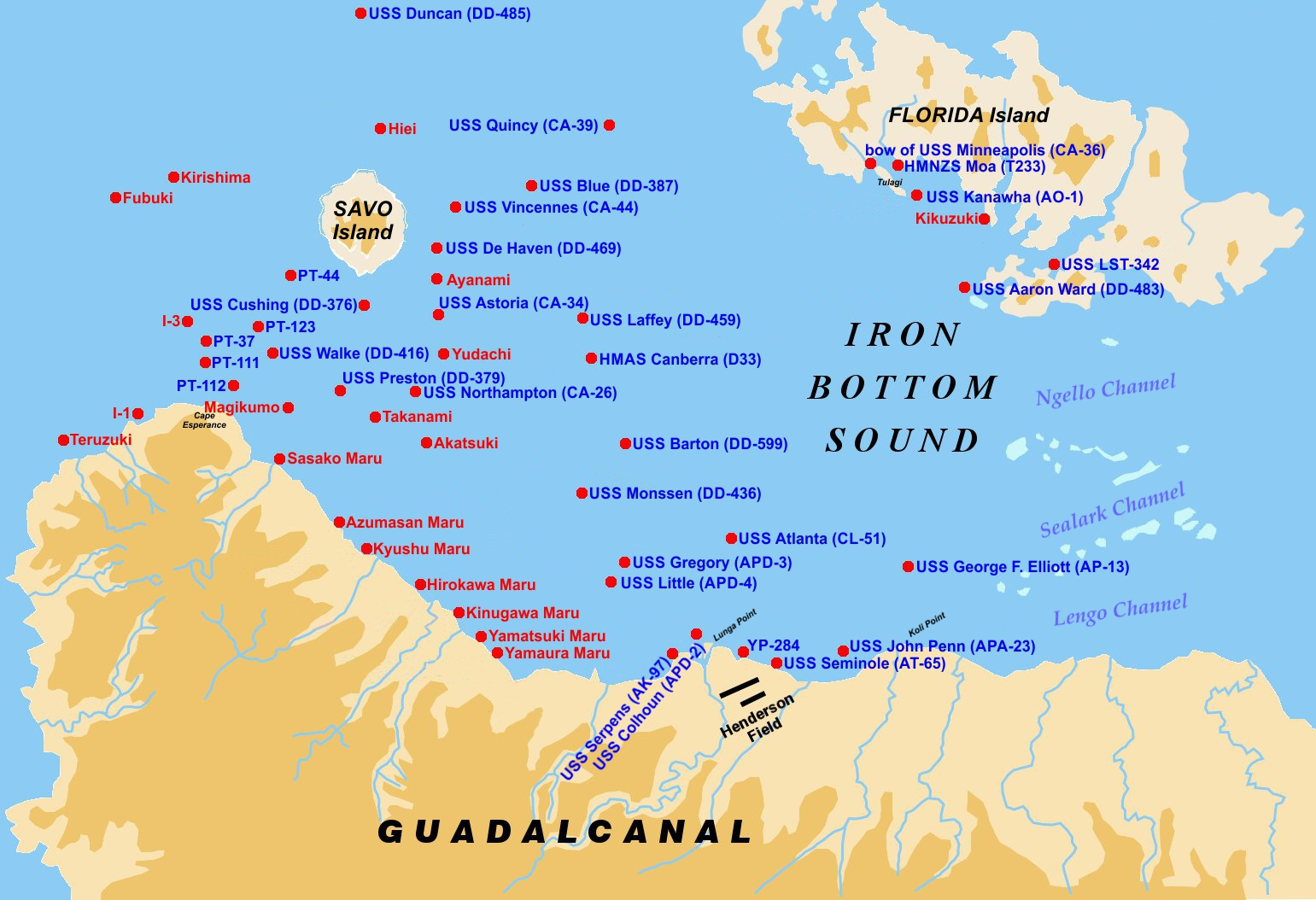
アーロン・ワード の沈没地点はフロリダ諸島・ツラギ島の南沖

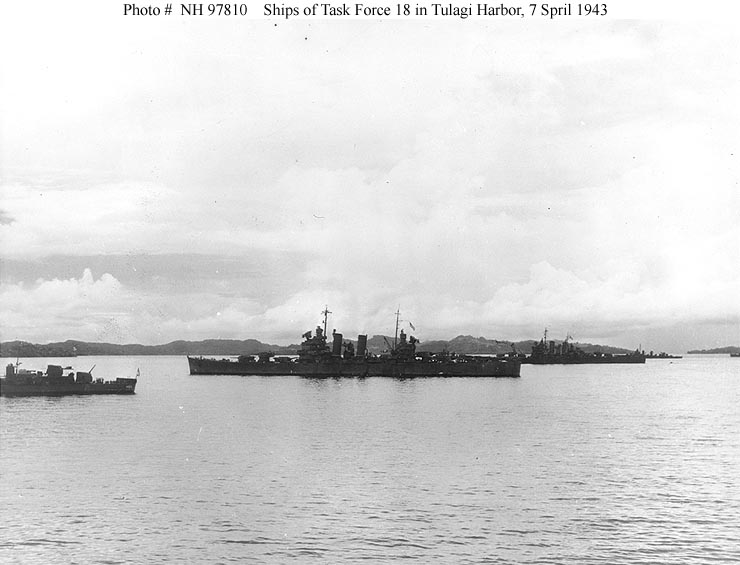
攻撃当日朝のツラギ港。左端が沈没した駆逐艦アーロンワード。

1943年4月7日、13時30分ごろアーロン・ワードはLST-449のガダルカナル島のトグマ岬沖までの護衛の任務につき目的地に近付きつつあった（このときのLST-449の乗員の中には後にアメリカ合衆国大統領となるジョン・F・ケネディがいた）。
14時19分LST-1級戦車揚陸艦が艦隊に合流し、日本軍機の襲来に備えてジグザグ航行を行った。

LSTがアーロン・ワードの隊列に従って航行している間、アーロン・ワード艦長フレデリック・J・ベクトン少佐はフロリダ諸島レンゴ水道東方で、他の輸送船がガダルカナル島から空襲警報を受けとったばかりだという連絡を聞いて、護衛を離脱して輸送船の誘導に急行しようとした。

サボ島上空の空中戦を見て、アーロン・ワードは日本軍機の編隊がツラギ島南方へ向うのを確認しこれを追跡、接近した。右舷旋回をしている間にアーロン・ワードは3機の敵機が太陽の方向から現れるのを見た。全速力で取舵いっぱいの回避行動を取ると同時に、すぐさまエリコンFF 20 mm 機関砲とボフォース 40mm機関砲で対空射撃を開始した、続いてすぐにMk 12 5インチ砲もそれに続いた。

最初の3機からの爆弾は直撃弾もしくは至近弾となった。そして喫水線下の至近弾によって損害が生じた。

1発目の至近弾は側面に穴を開け前部弾薬庫に浸水を生じさせた。

2発目の爆弾は機関室への直撃弾となり、発電機が破壊され艦内電力が供給不能となったためMk 12 5インチ砲とボフォース 40mm機関砲が使用不能となった。しかしながら、射撃手は手動で操縦しながら対空射撃を継続した。

3発目の爆弾は艦尾機関室右舷の至近弾となった、そこは直撃弾のため大破口となっていた。取舵を切るための電源も供給されなくなったが、そしてさらに3機の急降下爆撃機の攻撃を受けたがこれらは撃墜した。それらの爆弾はいずれも命中しなかったが、一方で2機は左舷至近に墜落した。

これらの攻撃で20名が戦死、59名が負傷、7名が行方不明となった。卓越した乗組員による懸命の復旧作業と掃海艇のオートラン、ビエロの支援にもかかわらず、21時35分アーロン・ワードは海岸から550メートル南の水深70mの地点で沈没した。アーロン・ワードが沈没した際、オートランとビエロはフロリダ諸島のトグマ岬近くの海岸まで曳航しようと試みた形跡がある。

## 発見
1994年9月4日にダイバーが沈没したアーロン・ワードの船体を発見した。最初の船体へのダイビングは1994年9月25日に行われた。沈没地点の水深が深いため、ダイバーは15分が限度となっている。

## 勲章
アーロン・ワードは第二次世界大戦で4つの従軍星章を受賞した。